# Sigisbert Liebert
Sigisbert I. Liebert OSB (* 25. Januar 1851 in Augsburg; † 26. März 1929 in Schäftlarn) war Abt der Benediktinerabtei Schäftlarn.

## Leben
Sigisbert Liebert legte am 28. Januar 1872 in der Benediktinerabtei St. Stephan in Augsburg die Profess ab und empfing am 7. April 1874 die Priesterweihe. Er war von 1904 bis 1910 Prior in Schäftlarn. 1910 wurde er von Prinzregent Luitpold von Bayern zum ersten Abt des bereits 1866 von König Ludwig I. als Benediktinerkloster wiedererrichteten Klosters Schäftlarn ernannt.
Abt Sigisbert I. Liebert galt als „Bibliophiler hohen Ranges“ und baute die Bibliothek im Kloster Schäftlarn maßgeblich aus. Er war von 1915 bis 1921 Abtpräses der Bayerischen Benediktinerkongregation.
Nach seinem Tod 1929 wurde Sigisbert II. Mitterer OSB zu seinem Nachfolger gewählt.